# Hensley (Arkansas)
Hensley – jednostka osadnicza w Stanach Zjednoczonych, w stanie Arkansas, w hrabstwie Pulaski.